# Александър Костов
Александър Костов (2 март 1938 – 15 април 2019) е български футболист, крило. Клубна легенда на Левски (София), където преминава почти цялата му състезателна кариера. Впоследствие работи като треньор по футбол.

## Биография

### Състезателна кариера
Родом от София, Костов постъпва в школата на Левски през 1953 г. Три години по-късно е привлечен в първия състав от тогавашния треньор Васил Спасов. Дебютира в А група на 8 юли 1956 г. при победа с 3:2 срещу Спартак (Варна). Още в дебютния си сезон става носител на националната купа. През 1957 печели за втори път трофея, като бележи първия гол във финала срещу Спартак (Плевен) на 7 ноември 1957, който е спечелен с 2:1. През сезон 1958/59 става за трети път носител на купата.
Месеци по-късно Костов преминава в Ботев (Пловдив), където играе два сезона, докато отбива военната си служба. По време на престоя си при „канарчетата“ изиграва 29 мача и вкарва 11 попадения в А група.
През 1961 г. се завръща в Левски и играе за отбора нови 10 сезона до прекратяването на кариерата си през 1971 г. В този период с клуба е три пъти шампион на България, а освен това още три пъти печели националната купа, с което става общо 6-кратен носител на трофея. Записва за Левски общо 330 мача с 83 гола – 266 мача с 62 гола в А група, 55 мача с 20 гола за купата и 9 мача с 1 гол в евротурнирите. Вкарва едно от попаденията за паметната победа със 7:2 срещу ЦСКА на 17 ноември 1968 г. Единственият си европейски гол бележи на 12 ноември 1969 г. при победата с 4:0 срещу швейцарския Санкт Гален в КНК.
Между 1957 г. и 1966 г. Костов изиграва 8 мача и бележи 1 гол за националния отбор. Включен е в състава за световното първенство в Чили'62, на което играе в мача срещу Англия (0:0) на 7 юни 1962 г. Бележи единственият си гол за България в контрола като гост срещу Египет (2:2) на 25 февруари 1966 г. Попада в разширения състав и за световното първенство в Англия'66, като взема участие при загубата с 0:3 от Португалия на 16 юли 1966 г. Това е последният му мач с екипа на България.

### Треньорска кариера
Веднага след края на състезателната си кариера Костов става треньор в школата на Левски. През сезон 1973/74 е помощник на Димитър Дойчинов в първия състав. След това се завръща в школата на „сините“. Между 1976 г. и 1980 г. отново е асистент в мъжкия отбор, първо на Васил Спасов, а след това и на Иван Вуцов.
През 1980 г. Костов поема втородивизионния Хасково и го класира в А група. Под негово ръководство през сезон 1981/82 отборът завършва на 8-о място в елитното първенство, което е най-доброто постижение в клубната история. В следващите десетина години работи в чужбина, водейки последователно кипърските Алки (Ларнака) и Етникос (Ахна), както и тунизийския Ла Марса. С последния клуб печели Купата на Тунис през 1990 г. През сезон 1994/95 е начело на Монтана в А група. След това води индонезийските Персебая Сурабая и Барито Путера.

## Успехи

### Като футболист
Левски (София)
- А група –  Шампион (3): 1964/65, 1967/68, 1969/70
- Национална купа –  Носител (6): 1956, 1957, 1958/59, 1966/67, 1969/70, 1970/71

### Като треньор
Ла Марса
- Купа на Тунис –  Носител: 1989/90

## Памет
На Сашо Костов е наречена улица в квартал „Студентски град“ в София (Карта).